# 格迪
格德（Gede 或 Gedi）是一個位在肯亞印度洋沿岸基利菲郡的村莊。
當地有世界遺產格迪古鎮和考古遺址。 遺址的建築物是由珊瑚、泥土和石膏建造的，有些還刻有圖案。它們包括清真寺、宮殿、房屋、墳墓以及堡壘。此風格被歸類為斯瓦希里建築。
該村莊現代部分中則設有博物館和蝴蝶園。

## 外部連結
- Gedi Ruins - More information from the Magical Kenya Website （页面存档备份，存于）

3°18′11″S 40°01′01″E / 3.303°S 40.017°E